# Hart County (Georgia)
Das Hart County ist ein County im Bundesstaat Georgia der Vereinigten Staaten. Verwaltungssitz (County Seat) ist Hartwell.

## Geographie
Das County liegt im Nordosten von Georgia, grenzt im Nordosten an South Carolina und hat eine Fläche von 664 Quadratkilometern, wovon 63 Quadratkilometer Wasseroberfläche sind und grenzt im Uhrzeigersinn an folgende Countys: Elbert County, Madison County und Franklin County.

## Geschichte
Hart County wurde am 7. Dezember 1853 aus Teilen des Elbert County, Franklin County und Madison County gebildet. Als einziges County in Georgia wurde es nach einer Frau benannt: Nancy Hart, die während des Amerikanischen Bürgerkriegs fünf Fremde erschoss, als diese während des Revolutionskrieges ihr Haus angriffen. Die Stadt Hartwell wurde ebenfalls nach ihr benannt.

## Kultur und Sehenswürdigkeiten

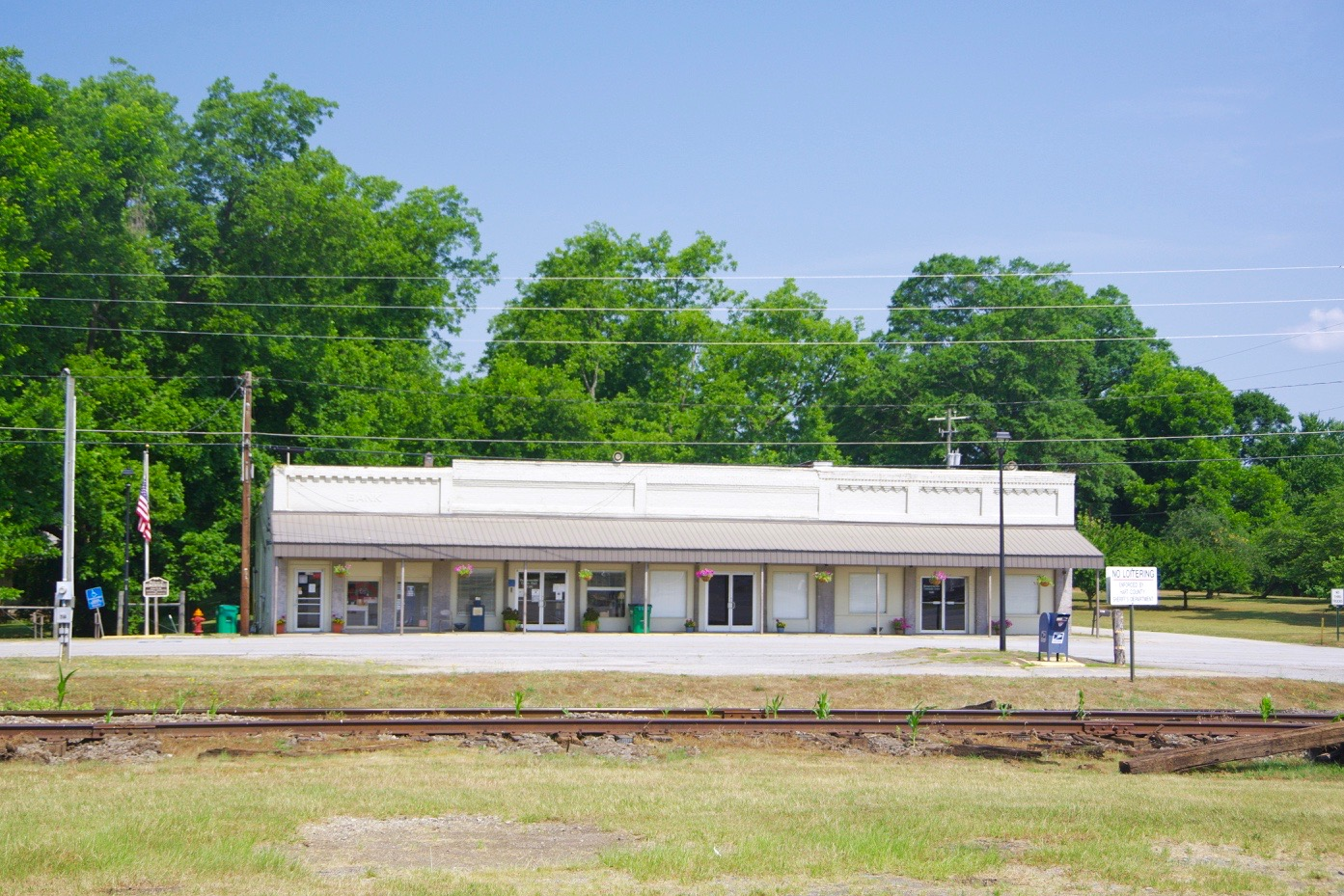
Bowersville Townhall im Bowersville Historic District (2019). Dieser Historic District weist 24 zur Schutzwürdigkeit beitragende Bauwerke (Contributing Properties) auf. Der prägende Architekturstil ist Viktorianisch. Im September 1985 wurde der Bowersville Historic District als erstes Objekt im County in das NRHP eingetragen.

36 Bauwerke, Stätten und Historic Districts („historische Bezirke“) im Hart County sind im National Register of Historic Places („Nationales Verzeichnis historischer Orte“; NRHP) eingetragen (Stand 16. Januar 2024), darunter eine Schule, eine Kirche und das ehemalige Countygefängnis.

## Orte im Hart County
Orte im Hart County mit Einwohnerzahlen der Volkszählung von 2010:
Cities:
- Canon – 804 Einwohner
- Hartwell (County Seat) – 4469 Einwohner
- Royston – 2582 Einwohner

Town:
- Bowersville – 465 Einwohner

Census-designated places:
- Eagle Grove – 164 Einwohner
- Reed Creek – 2604 Einwohner